# PEC Zwolle in het seizoen 2023/24 (vrouwen)
Het seizoen 2023/2024 was het 13e jaar in het bestaan van de Zwolse vrouwenvoetbalclub PEC Zwolle. De club kwam uit in de Vrouwen Eredivisie en eindigde daarin op de zesde plaats. Ook nam het deel aan het toernooi om de KNVB beker, hierin werd in de achtste finale, met 2–1, verloren van Fortuna Sittard.

## Wedstrijdstatistieken

### Oefenwedstrijden
| Datum + plaats           | Wedstrijd                        | Uitslag     | Scoreverloop                  |
| ------------------------ | -------------------------------- | ----------- | ----------------------------- |
| 30 juni 2023 n.t.b.      | Bayer 04 Leverkusen – PEC Zwolle | 3 – 2       | Sophie van Vugt, Zoë Zuidberg |
| 7 juli 2023 Enschede     | FC Twente – PEC Zwolle           | 4 – 2       | Onbekend                      |
| 11 augustus 2023 Utrecht | FC Utrecht – PEC Zwolle          | 3 – 1       | Onbekend                      |
| 15 augustus 2023 Hattem  | PEC Zwolle – Excelsior Rotterdam | 2 – 1       | Onbekend                      |
| 25 augustus 2023 Maurik  | PEC Zwolle – Feyenoord           | 0 – 0       |                               |
| 25 augustus 2023 Maurik  | PEC Zwolle – ADO Den Haag        | 1 – 2       | Onbekend                      |
| 2 september 2023 Arnhem  | PEC Zwolle – 1. FC Köln          | Geannuleerd |                               |
| 6 januari 2024 Rotterdam | Excelsior Rotterdam – PEC Zwolle | 3 – 1       | Onbekend                      |
| 5 april 2024 Zwolle      | PEC Zwolle – AZ                  | 1 – 2       | Onbekend                      |

### Vrouwen Eredivisie
| | 1e speelronde | Fortuna Sittard                                                                 | 3 – 1 (0 – 0)       | PEC Zwolle | Opstelling PEC Zwolle: |
| 8 september 2023 Aanvangstijd: 19.30 uur Plaats: Sittard Fortuna Sittard Stadion Toeschouwers: 375 Scheidsrechter: Stefan van Westing                | 8 september 2023 Aanvangstijd: 19.30 uur Plaats: Sittard Fortuna Sittard Stadion Toeschouwers: 375 Scheidsrechter: Stefan van Westing                | Tessa Wullaert 44' 74' (pen.), 81' Chandra Davidson 86' Hildur Antonsdóttir 86' | Wedstrijdverslag    | 48' Maud Rutgers | Van der Flier, Weiman, Pruim, Rutgers, Walk ( 46' Dijsselhof), Van Egmond, Kemper ( 90+3' Te Wierik), Kerkhof, Buikema, Zuidberg ( 62' Kroezen), Maatman ( 72' Udink)            |
| | 2e speelronde | PEC Zwolle                                                                      | 3 – 4 (0 – 3)       | FC Utrecht | Opstelling PEC Zwolle: |
| 15 september 2023 Aanvangstijd: 19.30 uur Plaats: Zwolle De Vegtlust Toeschouwers: 328 Scheidsrechter: Eddy van Yren                                 | 15 september 2023 Aanvangstijd: 19.30 uur Plaats: Zwolle De Vegtlust Toeschouwers: 328 Scheidsrechter: Eddy van Yren                                 | Bo van Egmond 54', 90+2', 90+6' Inske Weiman 71' Maud Rutgers 75'               | Wedstrijdverslag    | 7', 45', 76' Judith Roosjen 39' Tami Groenendijk                                                                                        | Van der Flier, Dijsselhof, Rutgers, Pruim, Weiman ( 79' Lindner), Kemper ( 67' Kroezen), Kerkhof, Buikema ( 67' Te Wierik), Maatman, Van Egmond, Zuidberg ( 58' Walk)            |
| | 3e speelronde | ADO Den Haag                                                                    | 1 – 2 (1 – 0)       | PEC Zwolle | Opstelling PEC Zwolle: |
| 30 september 2023 Aanvangstijd: 14.00 uur Plaats: Den Haag Cars Jeans Stadion Toeschouwers: 221 Scheidsrechter: Koen Molenaar                        | 30 september 2023 Aanvangstijd: 14.00 uur Plaats: Den Haag Cars Jeans Stadion Toeschouwers: 221 Scheidsrechter: Koen Molenaar                        | Pleun Raaijmakers 12'                                                           | Wedstrijdverslag    | 32' 55' Inske Weiman 88' Nayomi Buikema 90+2' Bo van Egmond                                                                             | Van der Flier, Weiman, Pruim, Lindner ( 46' Davelaar), Dijsselhof, Kemper ( 74' Kroezen), Buikema, Zuidberg ( 60' Van Vugt), Kerkhof, Van Egmond, Maatman ( 46' Udink)           |
| | 4e speelronde | PEC Zwolle                                                                      | 2 – 0 (0 – 0)       | PSV | Opstelling PEC Zwolle: |
| 6 oktober 2023 Aanvangstijd: 19.30 uur Plaats: Zwolle MAC³PARK stadion Toeschouwers: 376 Scheidsrechter: Marisca Overtoom                            | 6 oktober 2023 Aanvangstijd: 19.30 uur Plaats: Zwolle MAC³PARK stadion Toeschouwers: 376 Scheidsrechter: Marisca Overtoom                            | Bo van Egmond 49' Nayomi Buikema 58' Sophie van Vugt 84'                        | Wedstrijdverslag    | 90' Gwyneth Hendriks | Van der Flier, Dijsselhof, Rutgers, Pruim, Weiman, Kemper, Buikema, Kerkhof, Van Egmond ( 76' Van Vugt), Kroezen ( 71' Maatman), Zuidberg ( 62' Udink)                           |
| | 6e speelronde | PEC Zwolle                                                                      | 1 – 0 (0 – 0)       | AZ | Opstelling PEC Zwolle: |
| 20 oktober 2023 Aanvangstijd: 19.30 uur Plaats: Zwolle MAC³PARK stadion Toeschouwers: 1.714 Scheidsrechter: Vivian Peeters                           | 20 oktober 2023 Aanvangstijd: 19.30 uur Plaats: Zwolle MAC³PARK stadion Toeschouwers: 1.714 Scheidsrechter: Vivian Peeters                           | Nayomi Buikema 62' Mayke Lindner 87' Bo van Egmond 90+5'                        | Wedstrijdverslag    | 42' Desiree van Lunteren | Van der Flier, Dijsselhof, Rutgers ( 78' Lindner), Pruim, Weiman, Kemper, Buikema ( 70' Te Wierik), Kerkhof ( 70' Maatman), Van Egmond, Kroezen, Van Vugt ( 56' Udink)           |
| | 7e speelronde | sc Heerenveen                                                                   | 0 – 2 (0 – 0)       | PEC Zwolle | Opstelling PEC Zwolle: |
| 4 november 2023 Aanvangstijd: 14.00 uur Plaats: Heerenveen Sportpark Skoatterwald Toeschouwers: Scheidsrechter: Fijke Hoogendijk                     | 4 november 2023 Aanvangstijd: 14.00 uur Plaats: Heerenveen Sportpark Skoatterwald Toeschouwers: Scheidsrechter: Fijke Hoogendijk                     | Janneke Ennema 34' Lisanne Dik 85'                                              | Wedstrijdverslag    | 82' 90+5' Bo van Egmond 88' Britt Udink 90+3' Tara te Wierik                                                                            | Tijink, Dijsselhof, Lindner, Pruim, Weiman, Kemper ( 46' Te Wierik), Kerkhof ( 55' Van Vugt), Buikema, Van Egmond, Maatman ( 79' Kroezen), Zuidberg ( 71' Udink)                 |
| | 8e speelronde | PEC Zwolle                                                                      | 1 – 3 (0 – 1)       | Ajax | Opstelling PEC Zwolle: |
| 10 november 2023 Aanvangstijd: 19.30 uur Plaats: Zwolle De Vegtlust Toeschouwers: 700 Scheidsrechter: Tommy Postma                                   | 10 november 2023 Aanvangstijd: 19.30 uur Plaats: Zwolle De Vegtlust Toeschouwers: 700 Scheidsrechter: Tommy Postma                                   | Zoë Zuidberg 72'                                                                | Wedstrijdverslag    | 45+1' Romée Leuchter 77' Sherida Spitse 90+5' Chasity Grant                                                                             | Tijink, Dijsselhof, Lindner, Pruim, Weiman, Kemper, Buikema, Kerkhof ( 60' Van Vugt), Van Egmond, Kroezen ( 83' Maatman), Zuidberg ( 72' Udink)                                  |
| | 9e speelronde | Excelsior Rotterdam                                                             | 1 – 1 (1 – 0)       | PEC Zwolle | Opstelling PEC Zwolle: |
| 17 november 2023 Aanvangstijd: 19.30 uur Plaats: Krimpen aan de IJssel Sportpark Waalplantsoen Toeschouwers: 111 Scheidsrechter: Jonathan van Dongen | 17 november 2023 Aanvangstijd: 19.30 uur Plaats: Krimpen aan de IJssel Sportpark Waalplantsoen Toeschouwers: 111 Scheidsrechter: Jonathan van Dongen | Sabrine Ellouzi 2'                                                              | Wedstrijdverslag    | 79' Tara te Wierik | Tijink, Dijsselhof, Lindner, Pruim, Weiman, Kemper ( 65' Te Wierik), Buikema, Van Vugt ( 46' Kerkhof), Van Egmond ( 65' Verbakel), Kroezen ( 46' Maatman), Zuidberg ( 46' Udink) |
| | 10e speelronde | PEC Zwolle                                                                      | 2 – 0 (0 – 0)       | Feyenoord | Opstelling PEC Zwolle: |
| 26 november 2023 Aanvangstijd: 16.45 uur Plaats: Zwolle MAC³PARK stadion Toeschouwers: 500 Scheidsrechter: Julia van Es                              | 26 november 2023 Aanvangstijd: 16.45 uur Plaats: Zwolle MAC³PARK stadion Toeschouwers: 500 Scheidsrechter: Julia van Es                              | Evi Maatman 51' Inske Weiman 72' Zoë Zuidberg 82'                               | Wedstrijdverslag    | 56' Tess van Bentem 90+2' Romée van de Lavoir                                                                                           | Tijink, Dijsselhof, Lindner, Pruim, Weiman, Kemper, Buikema, Van Vugt ( 66' Kroezen), Van Egmond, Maatman, Zuidberg ( 73' Udink)                                                 |
| | 11e speelronde | Telstar                                                                         | 0 – 4 (0 – 3)       | PEC Zwolle | Opstelling PEC Zwolle: |
| 10 december 2023 Aanvangstijd: 12.15 uur Plaats: Velsen BUKO Stadion Toeschouwers: Scheidsrechter: Xander Stoffer                                    | 10 december 2023 Aanvangstijd: 12.15 uur Plaats: Velsen BUKO Stadion Toeschouwers: Scheidsrechter: Xander Stoffer                                    | Isa Gomez 45+1' Puck Donker 71' Samya Hassani 90'                               | [ Wedstrijdverslag] | 2' Sterre Kroezen 12' (e.d.) Felice Hermans 30', 47' Zoë Zuidberg                                                                       | Tijink, Dijsselhof, Lindner, Pruim, Weiman ( 46' Davelaar), Kemper ( 63' Te Wierik), Buikema, Van Vugt, Van Egmond ( 63' Kerkhof), Kroezen, Zuidberg ( 74' Udink)                |
| | 5e speelronde | FC Twente                                                                       | 2 – 1 (0 – 1)       | PEC Zwolle | Opstelling PEC Zwolle: |
| 13 december 2023 Aanvangstijd: 19.30 uur Plaats: Enschede Sportpark Schreurserve Toeschouwers: Scheidsrechter: Niels Mulder                          | 13 december 2023 Aanvangstijd: 19.30 uur Plaats: Enschede Sportpark Schreurserve Toeschouwers: Scheidsrechter: Niels Mulder                          | Danique van Ginkel 41' Liz Rijsbergen 59', 83'                                  |                     | 19' Jasmijn Dijsselhof | Tijink, Dijsselhof, Lindner, Pruim, Weiman, Buikema, Van Vugt ( 69' Kerkhof), Van Egmond, Kemper, Zuidberg ( 72' Udink), Kroezen                                                 |
| | 12e speelronde | AZ                                                                              | 1 – 1 (0 – 0)       | PEC Zwolle | Opstelling PEC Zwolle: |
| 21 januari 2023 Aanvangstijd: 12.15 uur Plaats: Wijdewormer AFAS Trainingscomplex Toeschouwers: 210 Scheidsrechter: Robin Brinkman                   | 21 januari 2023 Aanvangstijd: 12.15 uur Plaats: Wijdewormer AFAS Trainingscomplex Toeschouwers: 210 Scheidsrechter: Robin Brinkman                   | Desiree van Lunteren 70'                                                        | Wedstrijdverslag    | 69' Evi Maatman | Tijink, Dijsselhof, Lindner, Pruim, Weiman ( 75' Kerkhof), Buikema, Van Vugt ( 63' Maatman), Van Egmond ( 63' Udink), Kemper, Zuidberg ( 75' Te Wierik), Kroezen                 |
| | 13e speelronde | PEC Zwolle                                                                      | 2 – 2 (2 – 1)       | sc Heerenveen | Opstelling PEC Zwolle: |
| 28 januari 2023 Aanvangstijd: 14.30 uur Plaats: Zwolle De Vegtlust Toeschouwers: 202 Scheidsrechter: Martin Wever                                    | 28 januari 2023 Aanvangstijd: 14.30 uur Plaats: Zwolle De Vegtlust Toeschouwers: 202 Scheidsrechter: Martin Wever                                    | Zoë Zuidberg 7' Nayomi Buikema 17' Jasmijn Dijsselhof 35' Mayke Lindner 55'     | Wedstrijdverslag    | 37' 82' Janneke Ennema 48' Dewi Snippe 62' Lyanne Iedema 80' Jet van Beijeren                                                           | Tijink, Dijsselhof, Lindner, Pruim, Weiman ( 56' Davelaar), Kemper, Buikema, Van Vugt ( 56' Maatman), Van Egmond ( 78' Udink), Kroezen ( 74' Te Wierik), Zuidberg                |
| | 14e speelronde | PSV                                                                             | 3 – 1 (1 – 0)       | PEC Zwolle | Opstelling PEC Zwolle: |
| 3 februari 2023 Aanvangstijd: 14.00 uur Plaats: Eindhoven De Herdgang Toeschouwers: 255 Scheidsrechter: Youri Kuipers                                | 3 februari 2023 Aanvangstijd: 14.00 uur Plaats: Eindhoven De Herdgang Toeschouwers: 255 Scheidsrechter: Youri Kuipers                                | Kely Pruim 28' (e.d.) Joëlle Smits 74' (pen.), 77'                              | Wedstrijdverslag    | 49' 73' Mayke Lindner | Tijink, Dijsselhof, Lindner, Pruim, Weiman, Kemper ( 63' Te Wierik), Buikema, Kerkhof ( 46' Maatman), Van Egmond ( 78' Udink), Kroezen, Van Vugt ( 46' Hilhorst)                 |
| | 15e speelronde | PEC Zwolle                                                                      | 0 – 4 (0 – 1)       | FC Twente | Opstelling PEC Zwolle: |
| 10 februari 2023 Aanvangstijd: 16.30 uur Plaats: Zwolle MAC³PARK stadion Toeschouwers: Scheidsrechter: Wendy Gijsbers                                | 10 februari 2023 Aanvangstijd: 16.30 uur Plaats: Zwolle MAC³PARK stadion Toeschouwers: Scheidsrechter: Wendy Gijsbers                                | Kely Pruim 80' Tara te Wierik 90+2'                                             | Wedstrijdverslag    | 21' Taylor Ziemer 77' Caitlin Dijkstra 68' Liz Rijsbergen 83' Marisa Olislagers 90+1' Suus Verdaasdonk                                  | Tijink, Dijsselhof, Lindner, Pruim, Weiman, Kemper ( 90' Te Wierik), Buikema, Van Vugt ( 69' Maatman), Van Egmond, Kroezen ( 79' Kerkhof), Zuidberg ( 79' Hilhorst)              |
| | 16e speelronde | PEC Zwolle                                                                      | 0 – 0 (0 – 0)       | ADO Den Haag | Opstelling PEC Zwolle: |
| 2 maart 2023 Aanvangstijd: 16.30 uur Plaats: Zwolle MAC³PARK stadion Toeschouwers: 378 Scheidsrechter: Michel Nijdeken                               | 2 maart 2023 Aanvangstijd: 16.30 uur Plaats: Zwolle MAC³PARK stadion Toeschouwers: 378 Scheidsrechter: Michel Nijdeken                               |                                                                                 | Wedstrijdverslag    | 16' Pleun Raaijmakers | Tijink, Dijsselhof, Lindner, Pruim, Weiman ( 21' Walk), Van Egmond, Buikema, Kerkhof ( 46' Te Wierik), Kemper, Kroezen ( 73' Udink), Zuidberg ( 87' Hilhorst)                    |
| | 17e speelronde | Feyenoord                                                                       | 4 – 0 (1 – 0)       | PEC Zwolle | Opstelling PEC Zwolle: |
| 10 maart 2023 Aanvangstijd: 16.45 uur Plaats: Rotterdam Varkenoord Toeschouwers: 250 Scheidsrechter: Fijke Hoogendijk                                | 10 maart 2023 Aanvangstijd: 16.45 uur Plaats: Rotterdam Varkenoord Toeschouwers: 250 Scheidsrechter: Fijke Hoogendijk                                | Romée van de Lavoir 10' Ella Van Kerkhoven 66', 71' Esmee de Graaf 89'          | Wedstrijdverslag    | | Tijink, Dijsselhof, Lindner, Pruim, Walk, Kemper ( 72' Van Vugt), Te Wierik ( 56' Kroezen), Buikema, Hilhorst ( 78' Maatman), Van Egmond, Zuidberg ( 78' Udink)                  |
| | 18e speelronde | Ajax                                                                            | 3 – 2 (2 – 0)       | PEC Zwolle | Opstelling PEC Zwolle: |
| 23 maart 2023 Aanvangstijd: 14.00 uur Plaats: Amsterdam De Toekomst Toeschouwers: 421 Scheidsrechter: Teun van der Velden                            | 23 maart 2023 Aanvangstijd: 14.00 uur Plaats: Amsterdam De Toekomst Toeschouwers: 421 Scheidsrechter: Teun van der Velden                            | Romeé Leuchter 20', 23', 48' Danique Tolhoek 90+1'                              | Wedstrijdverslag    | 59' Kely Pruim 78' Sterre Kroezen 90' (e.d.) Sherida Spitse                                                                             | Tijink, Dijsselhof, Rutgers, Pruim, Weiman, Kemper, Te Wierik ( 60' Van Vugt), Hilhorst ( 70' Kroezen ( 86' Walk)), Buikema, Zuidberg ( 70' Udink), Van Egmond                   |
| | 19e speelronde | PEC Zwolle                                                                      | 3 – 1 (1 – 1)       | Excelsior Rotterdam | Opstelling PEC Zwolle: |
| 30 maart 2023 Aanvangstijd: 16.30 uur Plaats: Zwolle De Vegtlust Toeschouwers: Scheidsrechter: Marouan Achammachi                                    | 30 maart 2023 Aanvangstijd: 16.30 uur Plaats: Zwolle De Vegtlust Toeschouwers: Scheidsrechter: Marouan Achammachi                                    | Bo van Egmond 6', 50' Evi Maatman 89'                                           |                     | 39' Lynn Groenewegen 42' Kimberley Smit                                                                                                 | Tijink, Dijsselhof, Rutgers, Pruim, Weiman, Zuidberg ( 74' Maatman), Te Wierik ( 79' Kemper), Van Vugt, Buikema, Van Egmond, Hilhorst ( 79' Udink)                               |
| | 20e speelronde | PEC Zwolle                                                                      | 2 – 0 (1 – 0)       | Telstar | Opstelling PEC Zwolle: |
| 20 april 2023 Aanvangstijd: 14.00 uur Plaats: Zwolle MAC³PARK stadion Toeschouwers: Scheidsrechter: Jan van Es                                       | 20 april 2023 Aanvangstijd: 14.00 uur Plaats: Zwolle MAC³PARK stadion Toeschouwers: Scheidsrechter: Jan van Es                                       | Zoë Zuidberg 4' Sophie van Vugt 64'                                             |                     | | Tijink, Rutgers, Kemper ( 65' Te Wierik), Pruim, Dijsselhof, Buikema, Van Vugt ( 78' Kerkhof), Van Egmond, Zuidberg ( 78' Hilhorst), Weiman, Udink                               |
| | 21e speelronde | FC Utrecht                                                                      | 2 – 4 (0 – 1)       | PEC Zwolle | Opstelling PEC Zwolle: |
| 1 mei 2023 Aanvangstijd: 18.45 uur Plaats: Utrecht Sportcomplex Zoudenbalch Toeschouwers: Scheidsrechter: Luc Baars                                  | 1 mei 2023 Aanvangstijd: 18.45 uur Plaats: Utrecht Sportcomplex Zoudenbalch Toeschouwers: Scheidsrechter: Luc Baars                                  | Lotje de Keijzer 47' Eshly Bakker 65' Femke Prins 90+1'                         |                     | 31' Britt Udink 66' Nayomi Buikema 72' Sophie van Vugt 83' Naomi Hilhorst                                                               | Tijink, Dijsselhof, Rutgers ( 85' Lindner), Pruim, Weiman, Kemper, Buikema, Udink ( 68' Kroezen), Van Vugt ( 85' Maatman), Zuidberg ( 78' Hilhorst), Van Egmond                  |
| | 22e speelronde | PEC Zwolle                                                                      | 1 – 7 (0 – 3)       | Fortuna Sittard | Opstelling PEC Zwolle: |
| 11 mei 2023 Aanvangstijd: 16.30 uur Plaats: Zwolle MAC³PARK stadion Toeschouwers: 684 Scheidsrechter: Remon Tulen                                    | 11 mei 2023 Aanvangstijd: 16.30 uur Plaats: Zwolle MAC³PARK stadion Toeschouwers: 684 Scheidsrechter: Remon Tulen                                    | Kely Pruim 36' (pen.) Zoë Zuidberg 54'                                          | Wedstrijdverslag    | 38' Alieke Tuin 44', 82' Tessa Wullaert 45+1', 56' María Ólafsdóttir Grós 66' Hildur Antonsdóttir 70' (e.d.) Inske Weiman 80' Anna Knol | Tijink, Dijsselhof, Rutgers ( 71' Maatman), Pruim, Weiman, Kemper, Buikema, Udink ( 71' Lindner), Van Vugt ( 71' Kerkhof), Zuidberg ( 81' Hilhorst), Van Egmond                  |

### KNVB beker
| | Achtste finale | PEC Zwolle          | 1 – 2 (0 – 1)    | Fortuna Sittard                       | Opstelling PEC Zwolle: |
| 16 februari 2024 Aanvangstijd: 19.30 uur Plaats: Zwolle De Vegtlust Toeschouwers: 178 Scheidsrechter: Lizzy van der Helm | 16 februari 2024 Aanvangstijd: 19.30 uur Plaats: Zwolle De Vegtlust Toeschouwers: 178 Scheidsrechter: Lizzy van der Helm | Sophie van Vugt 81' | Wedstrijdverslag | 9' Charlotte Hulst 69' Tessa Wullaert | Tijink, Dijsselhof, Lindner, Pruim, Weiman, Kemper ( 74' Van Vugt), Buikema, Te Wierik ( 87' Kerkhof), Van Egmond, Kroezen ( 74' Maatman), Zuidberg ( 46' Udink) |

## Selectie en technische staf

### Selectie
| Nr.             | Nat.               | Naam                  | Competitie  | Competitie  | Beker       | Beker       | Totaal      | Totaal      | Seizoen bij PEC Zwolle | Vorige club                    | Debuut PEC Zwolle |             |             |             |             |
| Nr.             | Nat.               | Naam                  | W           | Goal        | W           | Goal        | W           | Goal        | Seizoen bij PEC Zwolle | Vorige club                    | Debuut PEC Zwolle |             |             |             |             |
| Doelvrouwen     | Doelvrouwen        | Doelvrouwen           | Doelvrouwen | Doelvrouwen | Doelvrouwen | Doelvrouwen | Doelvrouwen | Doelvrouwen | Doelvrouwen            | Doelvrouwen                    | Doelvrouwen       | Doelvrouwen | Doelvrouwen | Doelvrouwen | Doelvrouwen |
| --------------- | ------------------ | --------------------- | ----------- | ----------- | ----------- | ----------- | ----------- | ----------- | ---------------------- | ------------------------------ | ----------------- | ----------- | ----------- | ----------- | ----------- |
| 1               | Vlag van Nederland | Tess van der Flier    | 5           | 0           | 0           | 0           | 5           | 0           | 2e                     | Be Quick '28                   | 23 oktober 2022   |             |             |             |             |
| 22              | Vlag van Nederland | Inge Tijink           | 17          | 0           | 1           | 0           | 18          | 0           | 1e                     | FC Twente                      | 4 november 2023   |             |             |             |             |
| 26              | Vlag van Nederland | Noa Tissingh          | 0           | 0           | 0           | 0           | 0           | 0           | 1e                     | Jeugd                          | –                 |             |             |             |             |
| 36              | Vlag van Nederland | Melissa van der Wolde | 0           | 0           | 0           | 0           | 0           | 0           | 1e                     | Jeugd                          | –                 |             |             |             |             |
| Verdedigsters   |                    |                       |             |             |             |             |             |             |                        |                                |                   |             |             |             |             |
| 2               | Vlag van Nederland | Jasmijn Dijsselhof    | 22          | 2           | 1           | 0           | 23          | 2           | 1e                     | Bowling Green State University | 8 september 2023  |             |             |             |             |
| 3               | Vlag van Nederland | Maud Rutgers          | 10          | 1           | 0           | 0           | 10          | 1           | 2e                     | Jeugd                          | 23 oktober 2022   |             |             |             |             |
| 4               | Vlag van Nederland | Mayke Lindner         | 17          | 2           | 1           | 0           | 18          | 2           | 3e                     | Jeugd                          | 3 september 2021  |             |             |             |             |
| 6               | Vlag van Nederland | Kely Pruim            | 22          | 0           | 1           | 0           | 23          | 0           | 8e                     | Jeugd                          | 1 september 2017  |             |             |             |             |
| 14              | Vlag van Nederland | Jeva Walk             | 6           | 0           | 0           | 0           | 6           | 0           | 3e                     | Jeugd                          | 27 augustus 2021  |             |             |             |             |
| 20              | Vlag van Nederland | Ilse Kemper           | 22          | 0           | 1           | 0           | 23          | 0           | 2e                     | Jeugd                          | 23 september 2022 |             |             |             |             |
| 27              | Vlag van Nederland | Melissa Schilder      | 0           | 0           | 0           | 0           | 0           | 0           | 3e                     | Jeugd                          | 16 januari 2022   |             |             |             |             |
| Middenveldsters |                    |                       |             |             |             |             |             |             |                        |                                |                   |             |             |             |             |
| 5               | Vlag van Nederland | Imre van der Vegt     | 0           | 0           | 0           | 0           | 0           | 0           | 6e                     | Jeugd                          | 6 september 2019  |             |             |             |             |
| 7               | Vlag van Nederland | Sterre Kroezen        | 19          | 2           | 1           | 0           | 20          | 2           | 1e                     | FC Twente                      | 8 september 2023  |             |             |             |             |
| 8               | Vlag van Nederland | Eef Kerkhof           | 16          | 0           | 1           | 0           | 17          | 0           | 1e                     | University of Memphis          | 8 september 2023  |             |             |             |             |
| 18              | Vlag van Nederland | Tara te Wierik        | 16          | 1           | 1           | 0           | 17          | 1           | 3e                     | Jeugd                          | 8 mei 2022        |             |             |             |             |
| 21              | Vlag van Nederland | Nayomi Buikema        | 22          | 1           | 1           | 0           | 23          | 1           | 1e                     | sc Heerenveen                  | 8 september 2023  |             |             |             |             |
| 25              | Vlag van Nederland | Sanne Davelaar        | 3           | 0           | 0           | 0           | 3           | 0           | 1e                     | Jeugd                          | 30 september 2023 |             |             |             |             |
| 33              | Vlag van Nederland | Sophie van Vugt       | 19          | 3           | 1           | 1           | 20          | 4           | 2e                     | Jeugd                          | 16 oktober 2022   |             |             |             |             |
| 37              | Vlag van Nederland | Amelie Hoendermis     | 0           | 0           | 0           | 0           | 0           | 0           | 1e                     | Jong sc Heerenveen             | –                 |             |             |             |             |
| Aanvalsters     |                    |                       |             |             |             |             |             |             |                        |                                |                   |             |             |             |             |
| 9               | Vlag van Nederland | Evi Maatman           | 17          | 3           | 1           | 0           | 18          | 3           | 4e                     | Jeugd                          | 23 april 2021     |             |             |             |             |
| 10              | Vlag van Nederland | Naomi Hilhorst        | 9           | 1           | 0           | 0           | 9           | 1           | 4e                     | FC Twente                      | 6 september 2020  |             |             |             |             |
| 11              | Vlag van Nederland | Marushka van Olst     | 0           | 0           | 0           | 0           | 0           | 0           | 5e                     | Jeugd                          | 23 augustus 2019  |             |             |             |             |
| 16              | Vlag van Nederland | Floor Heijne          | 0           | 0           | 0           | 0           | 0           | 0           | 3e                     | Jeugd                          | 16 januari 2022   |             |             |             |             |
| 17              | Vlag van Nederland | Britt Udink           | 20          | 2           | 1           | 0           | 21          | 2           | 1e                     | Excelsior Rotterdam            | 8 september 2023  |             |             |             |             |
| 19              | Vlag van Nederland | Bo van Egmond         | 22          | 8           | 1           | 0           | 23          | 8           | 2e                     | Jeugd                          | 20 november 2022  |             |             |             |             |
| 23              | Vlag van Nederland | Inske Weiman          | 21          | 1           | 1           | 0           | 22          | 1           | 2e                     | Jeugd                          | 4 november 2022   |             |             |             |             |
| 24              | Vlag van Nederland | Janne Verbakel        | 1           | 0           | 0           | 0           | 1           | 0           | 1e                     | Jong PSV                       | 17 november 2023  |             |             |             |             |
| 41              | Vlag van Nederland | Zoë Zuidberg          | 20          | 7           | 1           | 0           | 21          | 7           | 1e                     | Jeugd                          | 8 september 2023  |             |             |             |             |
| Nr.             | Nat.               | Naam                  | W           | Goal        | W           | Goal        | W           | Goal        | Seizoen bij PEC Zwolle | Vorige club                    | Debuut            |             |             |             |             |
| Nr.             | Nat.               | Naam                  | Competitie  | Competitie  | Beker       | Beker       | Totaal      | Totaal      | Seizoen bij PEC Zwolle | Vorige club                    | Debuut            |             |             |             |             |

### Legenda
| # | Reden                                          |
| - | ---------------------------------------------- |
|   | Heeft de club in het lopende seizoen verlaten. |
|   | Heeft de club op huurbasis verlaten.           |

### Technische staf
| Naam              | Functie           |
| ----------------- | ----------------- |
| Olivier Amelink   | Hoofdtrainer      |
| Lars van Rijnberk | Assistent-trainer |

## Statistieken PEC Zwolle 2023/2024

### Eindstand PEC Zwolle in de Nederlandse Vrouwen Eredivisie 2023 / 2024
| Stand | Gespeeld | Gewonnen | Gelijk | Verloren | Punten | Doelpunten voor | Doelpunten tegen | Gele kaarten | Rode kaarten |
| ----- | -------- | -------- | ------ | -------- | ------ | --------------- | ---------------- | ------------ | ------------ |
| 6e    | 22       | 9        | 4      | 9        | 31     | 36              | 41               | 15           | 1            |

### Topscorers
| #              | Naam                     | Goal |
| -------------- | ------------------------ | ---- |
| 1.             | Bo van Egmond            | 8    |
| 2.             | Zoë Zuidberg             | 7    |
| 3.             | Evi Maatman              | 5    |
| 4.             | Sophie van Vugt          | 4    |
| 5.             | Jasmijn Dijsselhof       | 2    |
| 5.             | Sterre Kroezen           | 2    |
| 5.             | Mayke Lindner            | 2    |
| 5.             | Britt Udink              | 2    |
| 9.             | Nayomi Buikema           | 1    |
| 9.             | Naomi Hilhorst           | 1    |
| 9.             | Maud Rutgers             | 1    |
| 9.             | Inske Weiman             | 1    |
| 9.             | Tara te Wierik           | 1    |
| Eigen doelpunt |                          |      |
| 1.             | Felice Hermans (Telstar) | 1    |
| 1.             | Sherida Spitse (Ajax)    | 1    |
| Totaal         | Totaal                   | 36   |

| #      | Naam            | Goal |
| ------ | --------------- | ---- |
| 1.     | Sophie van Vugt | 1    |
| Totaal | Totaal          | 1    |

| #                    | Naam                      | Goal |
| -------------------- | ------------------------- | ---- |
| 1.                   | Sophie van Vugt           | 1    |
| 1.                   | Zoë Zuidberg              | 1    |
| Onbekende doelpunten |                           |      |
| 1.                   | Tegen Excelsior Rotterdam | 3    |
| 2.                   | Tegen FC Twente           | 2    |
| 3.                   | Tegen FC Utrecht          | 1    |
| 3.                   | Tegen ADO Den Haag        | 1    |
| Totaal               | Totaal                    | 9    |

### Kaarten
| #      | Naam           | Kreeg geel |
| ------ | -------------- | ---------- |
| 1.     | Nayomi Buikema | 4          |
| 2.     | Inske Weiman   | 3          |
| 3.     | Bo van Egmond  | 2          |
| 3.     | Mayke Lindner  | 2          |
| 3.     | Kely Pruim     | 2          |
| 3.     | Tara te Wierik | 2          |
| Totaal | Totaal         | 15         |

| #      | Naam           | Kreeg voor de tweede keer geel en dus rood |
| ------ | -------------- | ------------------------------------------ |
| –      | Geen speelster | 0                                          |
| Totaal | Totaal         | 0                                          |

| #      | Naam         | Weggestuurd |
| ------ | ------------ | ----------- |
| 1.     | Maud Rutgers | 1           |
| Totaal | Totaal       | 1           |

### Punten per speelronde
| Speelronde | 1 | 2 | 3 | 4 | 5 | 6 | 7 | 8 | 9 | 10 | 11 | 12 | 13 | 14 | 15 | 16 | 17 | 18 | 19 | 20 | 21 | 22 |
| ---------- | - | - | - | - | - | - | - | - | - | -- | -- | -- | -- | -- | -- | -- | -- | -- | -- | -- | -- | -- |
| Punten     | 0 | 0 | 3 | 3 | 3 | 3 | 0 | 1 | 3 | 3  | 0  | 1  | 1  | 0  | 0  | 1  | 0  | 0  | 3  | 3  | 3  | 0  |

### Punten na speelronde
| Speelronde | 1 | 2 | 3 | 4 | 5 | 6  | 7  | 8  | 9  | 10 | 11 | 12 | 13 | 14 | 15 | 16 | 17 | 18 | 19 | 20 | 21 | 22 |
| ---------- | - | - | - | - | - | -- | -- | -- | -- | -- | -- | -- | -- | -- | -- | -- | -- | -- | -- | -- | -- | -- |
| Punten     | 0 | 0 | 3 | 6 | 9 | 12 | 12 | 13 | 16 | 19 | 19 | 20 | 21 | 21 | 21 | 22 | 22 | 22 | 25 | 28 | 31 | 31 |

### Stand na speelronde
| Speelronde | 1   | 2   | 3  | 4  | 5  | 6  | 7  | 8  | 9  | 10 | 11 | 12 | 13 | 14 | 15 | 16 | 17 | 18 | 19 | 20 | 21 | 22 |
| ---------- | --- | --- | -- | -- | -- | -- | -- | -- | -- | -- | -- | -- | -- | -- | -- | -- | -- | -- | -- | -- | -- | -- |
| Stand      | 11e | 11e | 7e | 6e | 6e | 6e | 5e | 5e | 6e | 6e | 4e | 4e | 5e | 5e | 5e | 6e | 6e | 6e | 7e | 6e | 6e | 6e |

### Doelpunten per speelronde
| Speelronde | 1 | 2 | 3 | 4 | 5 | 6 | 7 | 8 | 9 | 10 | 11 | 12 | 13 | 14 | 15 | 16 | 17 | 18 | 19 | 20 | 21 | 22 | Totaal |
| ---------- | - | - | - | - | - | - | - | - | - | -- | -- | -- | -- | -- | -- | -- | -- | -- | -- | -- | -- | -- | ------ |
| Doelpunten | 1 | 3 | 2 | 2 | 1 | 2 | 1 | 1 | 2 | 4  | 1  | 1  | 2  | 1  | 0  | 0  | 0  | 2  | 3  | 2  | 4  | 1  | 36     |

## Mutaties

### Zomer

#### Aangetrokken
| Nr. | Nat. | Naam               | Van                            | Type         | Contract     | Transfersom | Bijzonderheid |
| --- | ---- | ------------------ | ------------------------------ | ------------ | ------------ | ----------- | ------------- |
| 21  | NL   | Nayomi Buikema     | sc Heerenveen                  | Transfervrij | 30 juni 2025 | n.v.t.      |               |
| 2   | NL   | Jasmijn Dijsselhof | Bowling Green State University | Transfervrij | 30 juni 2024 | n.v.t.      |               |
| 22  | NL   | Inge Tijink        | FC Twente                      | Transfervrij | 30 juni 2024 | n.v.t.      |               |
| 8   | NL   | Eef Kerkhof        | University of Memphis          | Transfervrij | 30 juni 2024 | n.v.t.      |               |
| 24  | NL   | Janne Verbakel     | PSV                            | Transfervrij | 30 juni 2024 | n.v.t.      |               |
| 17  | NL   | Britt Udink        | Excelsior Rotterdam            | Transfervrij | 30 juni 2024 | n.v.t.      |               |
| 7   | NL   | Sterre Kroezen     | FC Twente                      | Op huurbasis | 30 juni 2024 | n.v.t.      |               |
| 37  | NL   | Amelie Hoendermis  | Jong sc Heerenveen             | Transfervrij | 30 juni 2024 | n.v.t.      |               |
| 41  | NL   | Zoë Zuidberg       | Jeugd                          | n.v.t.       | 30 juni 2024 | n.v.t.      |               |

#### Vertrokken
| Nr. | Nat. | Naam               | Naar          | Type         | Transfersom | Wed. | Dlpt. |
| --- | ---- | ------------------ | ------------- | ------------ | ----------- | ---- | ----- |
| 1   | NL   | Tirsa Postma       | Gestopt       |              |             | 10   | 0     |
| 2   | NL   | Leonie Vliek       | FC Twente     | Transfervrij | n.v.t.      | 61   | 4     |
| 5   | NL   | Licia Darnoud      | Gestopt       |              |             | 19   | 0     |
| 8   | NL   | Celien Tiemens     | Gestopt       |              |             | 88   | 2     |
| 14  | NL   | Jill Diekman       | FC Twente     | Transfervrij | n.v.t.      | 19   | 4     |
| 21  | NL   | Tess van Bentem    | Feyenoord     | Transfervrij | n.v.t.      | 54   | 2     |
| 22  | NL   | Zaina Bouzerrade   |               | Transfervrij | n.v.t.      | 10   | 0     |
| 23  | NL   | Seteza Dastgir     |               | Transfervrij | n.v.t.      | 2    | 0     |
| 29  | NL   | Senne van de Velde | FC Utrecht    | Transfervrij | n.v.t.      | 20   | 0     |
| 20  | NL   | Loyce Speelman     | sc Heerenveen | Transfervrij | n.v.t.      | 29   | 4     |
| 27  | NL   | Tara Kommer        | sc Heerenveen | Transfervrij | n.v.t.      | 2    | 0     |
| 15  | NL   | Ana Nassette       | sc Heerenveen | Transfervrij | n.v.t.      | 30   | 1     |
| 7   | NL   | Danique Noordman   | Ajax          | Transfer     | Niet bekend | 70   | 10    |

#### Statistieken transfers zomer
| Gekochte spelers | Verkochte spelers | Gehuurde spelers | Verhuurde spelers | Spelers terug van verhuurperiode | Spelers einde van huurperiode | Transfervrij aangetrokken spelers | Transfervrij vertrokken spelers | Doorgestroomde jeugdspelers |
| ---------------- | ----------------- | ---------------- | ----------------- | -------------------------------- | ----------------------------- | --------------------------------- | ------------------------------- | --------------------------- |
| 0                | 1                 | 1                | 0                 | 0                                | 0                             | 7                                 | 11                              | 1                           |

### Winter
| Nr. | Nat. | Naam           | Naar    | Type | Transfersom | Wed. | Dlpt. |
| --- | ---- | -------------- | ------- | ---- | ----------- | ---- | ----- |
| 24  | NL   | Janne Verbakel | Gestopt |      |             | 1    | 0     |

#### Statistieken transfers zomer
| Gekochte spelers | Verkochte spelers | Gehuurde spelers | Verhuurde spelers | Spelers terug van verhuurperiode | Spelers einde van huurperiode | Transfervrij aangetrokken spelers | Transfervrij vertrokken spelers | Doorgestroomde jeugdspelers |
| ---------------- | ----------------- | ---------------- | ----------------- | -------------------------------- | ----------------------------- | --------------------------------- | ------------------------------- | --------------------------- |
| 0                | 0                 | 0                | 0                 | 0                                | 0                             | 7                                 | 1                               | 0                           |

## Voetnoten
ADO Den Haag · 
Ajax · 
AZ · 
Excelsior · 
Feyenoord · 
Fortuna Sittard · 
sc Heerenveen · 
PEC Zwolle · 
PSV · 
Telstar · 
FC Twente · 
FC Utrecht